# 七戸康博
七戸 康博（しちのへ やすひろ、男性、1961年（昭和36年）9月2日 - ）は、日本の空手家（八段）。青森県出身、沖縄県在住。一般社団法人 国際空手道連盟 極真会館理事、NPO法人極真会館沖縄県支部支部長。

## 来歴
1961年、青森県岩崎村（現深浦町）に生まれる。1980年、高校卒業とともに上京し、東京池袋の極真会館総本部に入門。翌年、初段位を取得。1988年、大山倍達より沖縄県支部長に任命される。1993年、大山倍達の公認で五段位を取得。
2004年、全日本極真連合会の公認で七段位を取得。2014年、一般社団法人 国際空手道連盟 極真会館 理事長に就任。

## 成績
- 1986年 第18回全日本空手道選手権大会 5位[2]
- 1987年 第4回 全世界空手道選手権大会 7位[2]
- 1989年 第21回全日本空手道選手権大会 8位[2]
- 1992年 第24回全日本空手道選手権大会 4位[2]
- 1993年 第25回全日本空手道選手権大会 4位[2]
- 第1･2･4･6回全日本ウェイト制 重量級 優勝[2]
- 第8回全日本ウェイト制 重量級 準優勝[2]

## 人物・エピソード
大会は第12回全日本に初出場以来、第13回大会を除き、第6回世界大会まで連続出場。全日本ウェイト制重量級では4度のチャンピオンに輝いている。通算成績は88戦70勝18敗。全日本選手権は最高4位、全世界選手権では最高7位と、優勝を獲得することができなかった。しかし、その攻撃力は怪物と呼ばれた。
長男は柔道の世界選手権100kg超級で2年連続銀メダルを獲得した七戸龍。